# Owen Manning
Owen Manning (1721–1801) est un pasteur et antiquaire anglais, connu comme historien du Surrey.

## Biographie
Fils d'Owen Manning d'Orlingbury, Northamptonshire, il y est né le 11 août 1721 et fait ses études au Queens' College de Cambridge, où il obtient son diplôme de BA en 1740, MA en 1744 et BD en 1753. Alors qu'il est étudiant, il a failli succomber à la variole. Il est élu en 1741 à une bourse qui comprend le bénéfice de l'église St Botolph, Cambridge. Il conserve ces deux postes jusqu'à son mariage en 1755.
Il est aumônier de John Thomas (évêque, 1691-1766) (en), évêque de Lincoln, qui le nomme à la prébende de South Scarle dans la Cathédrale de Lincoln, le 5 août 1757, et le 15 mars 1760 à celle de Milton Ecclesia, consistant en l'église de Great Milton, Oxfordshire. En 1763, il est présenté par Thomas Green, doyen de Salisbury, au presbytère de Godalming, Surrey, où il vit jusqu'à sa mort. En 1769, il est présenté par le vicomte Midleton au presbytère de Peper Harow, paroisse voisine.
Il est élu Fellow de la Royal Society le 10 décembre 1767 et Fellow de la Society of Antiquaries en 1770. Il meurt à Godalming le 9 septembre 1801. Ses paroissiens placent une plaque de marbre à sa mémoire dans l'église, et des amis privés mettent une inscription sur une pierre tombale dans le cimetière.

## Travaux
Il amasse des matériaux pour une histoire du Surrey, mais il ne considère pas ses collections comme suffisamment complètes pour être publiées, et une perte totale de la vue l'empêche de les faire imprimer par ses propres soins. Les manuscrits sont finalement confiés à William Bray (historien), qui les publie, avec des ajouts et une suite de son cru, au profit de la veuve de Manning. L'ouvrage parait sous le titre de The History and Antiquities of the County of Surrey, with a facsimile Copy of Domesday, trois volumes, Londres, 1804–9–14. Il fait paraitre à Londres en 1819 The Ecclesiastical Topography of the County of Surrey, dessinée par Hill et gravée par Peak.
Manning complète le dictionnaire saxon de son ami Edward Lye, et le publie. Il traduit et annoté « The Will of King Alfred », à partir de l'original de la bibliothèque de Thomas Astle ; qui est imprimé en 1788, sous la direction de Herbert Croft.

## Famille
Par Catherine, sa femme, fille de Reade Peacock, un échevin de Huntingdon, il a trois fils et cinq filles, qui lui survivent tous sauf George Owen Manning, son fils aîné (BA of Queens' College, Cambridge, 1778), et une des filles, décédée jeune.